# Mikami - Agenzia acchiappafantasmi
Mikami - Agenzia acchiappafantasmi (ＧＳ美神 極楽大作戦！！?, Gōsuto Suīpā Mikami: Gokuraku daisakusen!!) è un manga di genere comico/azione/horror scritto e disegnato da Takashi Shiina, pubblicato in Giappone sulla rivista Weekly Shōnen Sunday di Shogakukan dall'aprile 1991 al settembre 1999. In Italia è stato pubblicato da Star Comics dal novembre 1997 all'aprile 2006.
Dal manga sono stati tratti tra il 1993 ed il 1994 un anime di 45 episodi intitolato Una miss scacciafantasmi (ＧＳ美神?, Gōsuto Suīpā Mikami) ed un film, Ghost Sweeper Mikami - La resurrezione di Nosferatu. In Giappone, la serie televisiva è stata terminata forzatamente, perché ritenuta inadatta ad essere trasposta in giocattoli, ed un importante sponsor ha ritirato la sua partecipazione. In Italia è stata trasmessa su Italia 1 dal 30 giugno 2003 in una versione leggermente censurata, ma è stata interrotta dopo 23 episodi; è stata poi replicata su Italia Teen Television dal 1º dicembre 2003 aggiungendo anche gli episodi inediti, questa volta con il video integrale. Il lungometraggio è stato pubblicato in precedenza in VHS nel 1998 da Dynamic Italia, con un cast di voci diverse rispetto a quello della serie.
L'opera ha come soggetto la lotta degli uomini contro varie entità soprannaturali tratte dalla cultura popolare come fantasmi, demoni, vampiri, divinità shintoiste, buddiste e cristiane. Anche le tecniche che i protagonisti utilizzano per sconfiggerli sono di vario genere: poteri spirituali, sciamanesimo, esorcismo, magia nera e poteri paranormali in genere. Nonostante questo, il manga è horror solo per l'aspetto dei disegni, ma per i contenuti è decisamente comico.

## Trama
Per combattere fantasmi e spiriti che infestano le città, terrorizzano gli uffici nei grattacieli o abitano case abbandonate, sono nati gli acchiappafantasmi, persone con capacità soprannaturali che li sconfiggono a pagamento. Tra questi c'è la giovane Reiko Mikami, affascinante e avida di denaro, con i suoi due aiutanti, l'adolescente Tadao Yokoshima, spontaneo e immaturo, e la ragazza fantasma Okinu.
Il manga è diviso in brevi storie che si svolgono in scenari differenti, le vicende uniscono la cultura giapponese classica e la realtà moderna, con qualche riferimento alle influenze occidentali. Tra queste alcune sono più lunghe e in esse compaiono nuovi personaggi e quelli esistenti, in particolare quelli principali, vengono approfonditi. La comicità dell'opera proviene dall'evidenziare i difetti dei personaggi; i disegni sottolineano le scene di imbarazzo, le fughe rocambolesche e i tentativi di Yokoshima di "molestare" Mikami. Nonostante la gravità di molte situazioni, i personaggi se la cavano sempre con ironia e allegria.

## Personaggi

I protagonisti nell'anime. Da sinistra verso destra: Reiko Mikami, Tadao Yokoshima e Okinu

Reiko Mikami (美神 令子?, Mikami Reiko)
Doppiata da: Hiromi Tsuru (ed. giapponese), Lorella De Luca (ed. italiana)
Dotata di facoltà spirituali e paranormali sviluppate, vestita in modo appariscente, Mikami ha fondato l'omonima agenzia che mette a disposizione i suoi servizi per agenzie immobiliari che vogliano speculare su case stregate, aziende infestate da impiegati suicidi, proprietari di boschi difesi da spiriti e chiunque possa permettersi i suoi onorari.
Le sue armi preferite sono il bastone spirituale (che nel cartone animato assume l'aspetto di una spada laser) e gli Ofuda (talismani cartacei).
In realtà non disdegna l'uso di armi più materiali, come l'eventuale bazooka, o di antiche armi divine concesse dalle circostanze. Una volta, per combattere contro dei demoni al di fuori dell'atmosfera terrestre, si è procurata persino un missile nucleare.
Tadao Yokoshima (横島 忠夫?, Yokoshima Tadao)
Doppiato da: Ryō Horikawa (ed. giapponese), Davide Garbolino (ed. italiana)
Studente di liceo, perennemente allupato e invaghito di Mikami, per cui lavora praticamente per niente. Solitamente è impiegato come facchino o come esca. All'inizio della serie non pare avere assolutamente nessuna facoltà particolare. Poi acquisterà il potere di emettere energia spirituale in modi sempre più complicati, creando barriere difensive e offensive, di rivestire parti del corpo di energia spirituale e, alla fine, di creare incantesimi.
La sorgente della sua forza è la libidine: per caricarsi, arriva fino a infilarsi la biancheria di Mikami sulla testa. Gli spiriti femminili lo trovano simpatico. Non così le ragazze vive. Tadao spesso finisce nei guai e diventa bersaglio di mostri e spiriti maligni. Curiosamente dimostrerà una resistenza da definirsi sovrumana, riuscendo a sopravvivere agli attacchi più potenti degli spiriti maligni.
Kinu Himuro "Okinu" (氷室 キヌ 〈おキヌ〉?, Himuro Kinu "Okinu")
Doppiata da: Mariko Kōda (ed. giapponese), Elisabetta Spinelli (ed. italiana)
Inizialmente, una fanciulla fantasma, vestita da miko, con più di trecento anni e circondata di fuochi fatui. Incapace di diventare una dea e di andare nel nirvana, ha deciso di lavorare per Mikami. È il membro più gentile e ordinato dell'agenzia. In seguito il suo status cambierà non di poco.
Il suo corpo ibernato sarà ritrovato congelato in un ghiacciaio e Okinu tornerà ad essere una ragazza viva, sia pure senza ricordi della sua vita come fantasma.
Neanche questo durerà, perché alla fine recupererà i suoi ricordi. Tornerà a lavorare per l'Agenzia Acchiappafantasmi e Mikami la iscriverà anche ad una scuola speciale per ragazze con poteri spirituali.
Okinu prova simpatia per Tadao Yokoshima, in seguito anche gelosia.
Meiko Rokudo (六道 冥子?, Rokudō Meiko)
Doppiata da: Kumiko Nishihara (ed. giapponese), Giovanna Papandrea (ed. italiana)
Una ragazza dall'aspetto innocente, ma estremamente potente che controlla direttamente 12 Shikigami, che prendono il nome dai nomi giapponesi dei Dodici Generali Celesti, leggendarie figure indù diventate buddiste: (Indara, Ajira, Kubira, Basara, Shindara, Sanchira, Haira, Makora , Shôtora, Anchira, Bikara e Mekira). Sono in forma di animali, caricature dei simboli che portano queste figure. Normalmente sono sotto controllo, ma ogni volta che Meiko si sconvolge di qualcosa, i suoi "animali domestici" distruggono qualsiasi cosa o chiunque sia alla loro portata. Sfortunatamente per tutti, Meiko è sensibile, volitiva e si ferisce facilmente, quindi gli Shikigami vengono lasciati liberi molto spesso. Considera Mikami come la sua più cara amica perché è stata l'unica persona che le abbia mai parlato ed è stata in grado di calmarla quando ha perso il controllo del suo shikigami in pubblico.
Emi Ogasawara (小笠原 エミ?, Ogasawara Emi)
Doppiata da: Michie Tomizawa (ed. giapponese), Loredana Nicosia (ed. italiana)
Un'esorcista vudù donna dalla pelle scura e principale concorrenza dell'attività di spazzamento di fantasmi di Mikami. Secondo Mikami, Emi è la più forte utilizzatrice di vudù che valga la pena competere con lei e ha tre assistenti muscolosi: Arnold, Schwarze e Negger. Anche se sono rivali, possono fare affidamento l'una sull'altra in casi d'emergenza. È apparentemente innamorata di Pete e sfrutta ogni occasione per attirarlo a sé.
A differenza di Mikami, Emi ha avuto un passato molto più oscuro: ha perso entrambi i genitori all'età di 10 anni e si è guadagnata da vivere come assassina fino all'età di 15, quando ha rinunciato a quella carriera a causa di un incidente.
Dottor Chaos (ドクター・カオス?, Dokutā Kaosu)
Doppiato da: Shigeru Chiba (ed. giapponese), Mario Zucca (ed. italiana)
Un antico esorcista-alchimista dall'intelletto un tempo geniale, ma ormai senescente. Resosi immortale (risulta avere quasi 1000 anni di età), ha acquisito un'enorme conoscenza del soprannaturale. Sfortunatamente, il suo cervello sovraccarico di cognizioni comincia ormai a dimenticare le cose più antiche ogni volta che ne apprende di nuove. Rileggere i suoi antichi manoscritti lo aiuta. Sua assistente è il cyborg/robot Maria, splendida fanciulla che possiede le sembianze della donna amata da Kaos in gioventù (la principessa Maria appunto). È alla continua ricerca di soldi per potersi pagare l'affitto e continuare i suoi studi occulti. Il personaggio parte come nemico di Mikami, ma rapidamente entrerà nel gruppo di esorcisti che affianca occasionalmente l'avvenente scacciafantasmi.
Maria (マリア?, Maria)
Doppiata da: Wakana Yamazaki (ed. giapponese), Rosa Leo Servidio (ed. italiana)
Un ginoide combattivo e compagna del Dott. Chaos, creato a immagine e somiglianza dell'amante di Chaos quando era giovane. È forte, veloce e resistente ai danni, nascondendo ogni tipo di arma nel suo corpo. È una "persona" di buon cuore che possiede un'anima e la voglia di servire l'umanità, a differenza di sua sorella Teresa. Maria funge da arma principale, guardia del corpo e governante del Dottor Chaos.
Padre Kazuhiro Karasu (唐巣 和宏 神父?, Karasu Kazuhiro Shinpu)
Doppiato da: Kazuyuki Sogabe (ed. giapponese), Alberto Olivero (ed. italiana)
Un esorcista cattolico, maestro di Mikami. Si dice che sia uno degli esorcisti più potenti in circolazione, ma poiché lavora senza farsi pagare, essendo l'esorcismo un sacramentale e perciò non commerciabile, non se la passa molto bene sotto il profilo economico.
Suo allievo è il mezzo vampiro italiano e cattolico Pietro de' Burado, che dopo aver sconfitto il padre, vampiro completo deciso a dominare il mondo, ha iniziato a studiare per diventare anch'egli esorcista.
Pietro De Bloodeau "Pete" (ピエトロ・ド・ブラドー 〈ピート〉?, Pietoro Do Buradō "Pīto")
Doppiato da: Toshiyuki Morikawa (ed. giapponese), Simone D'Andrea (ed. italiana)
Un mezzo vampiro di 700 anni, ma dall'aspetto di giovane ragazzo. È il figlio del conte Bloodeau che si dice sia "cugino del marito della sorella del conte Dracula". Sebbene sia un discepolo di padre Karasu, conosceva Karasu già da anni. Frequenta la stessa scuola di Yokoshima e, grazie al suo bell'aspetto, è molto popolare tra molte ragazze tra cui Emi Ogasawara.
Yakuchin (厄珍?, Yakuchin)
Doppiato da: Chafūrin (ed. giapponese), Riccardo Rovatti (ed. italiana)
È il proprietario di un negozio che tratta molti oggetti magici. È molto avido e spesso aggiunge un sovrapprezzo alle sue merci se ne ha la possibilità.
Miki-kun (見鬼くん?, Miki-kun)
Doppiato da: Takeshi Aono (ed. giapponese), Luca Bottale (ed. italiana)
È un rivelatore spirituale usato da Mikami. Sembra una figura giocattolo e contiene un Seirei Seki nella sua testa che lo aiuta a puntare nella direzione del potere spirituale più vicino. Nell'anime, Miki-kun funge da narratore.

## Shikigami
Gli Shikigami sono creature spiritiche che possono essere evocate e controllare. Meiko Rokudo ne controlla ben 12 ispirati ai segni zodiacali cinesi:
IndiraShikigami Cavallo che ha il potere del teletrasporto e può correre a 300 km/h.
AjiraShikigami Drago capace di sputare fuoco e pietrificare i nemici con lo sguardo.
KubiraShikigami Topo capace di vedere cose e essere che non sono umani.
BasaraShikigami Bue capace di assorbire gli altri spiriti con la sua enorme bocca.
ShindaraShikigami Uccello che può volare alla velocità del suono.
SanchiraShikigami Serpente capace di generare scariche elettriche.
HairaShikigami Pecora che può lanciare i peli del suo corpo come aghi per entrare nei sogni.
MakoraShikigami Scimmia col potere di assumere sembianze umane.
ShôtoraShikigami Cane col potere di guarire chiunque lecchi.
AnchiraShikigami Coniglio dotato di orecchie affilate come rasoi.
BikaraShikigami Maiale dalla grande forza.
MekiraShikigami Tigre col potere di teletrasporto ma a corto raggio.

## Media

### Manga
Il manga è stato scritto da Takashi Shiina e serializzato sulla rivista settimanale Weekly Shōnen Sunday della Shogakukan dal 17 aprile 1991 all'8 settembre 1999. In seguito i vari capitoli sono stati raccolti in trentanove volumi tankōbon usciti tra il 18 marzo 1992 ed il 18 novembre 1999.
In Italia la serie è stata pubblicata da Star Comics inizialmente nella collana Ghost ed in seguito spostata su Turn Over dal novembre 1997 al 21 aprile 2006 in 43 volumi complessivi.

### Anime
Un adattamento anime prodotto da Toei Animation e diretto da Atsutoshi Umezawa, è stato trasmesso su Asahi Broadcasting Corporation dall'11 aprile 1993 al 6 marzo 1994 per un totale di 45 episodi. La sigla d'apertura è Ghost Sweeper cantata da Chie Harada mentre quella di chiusura è Believe Me di Yumiko Kosaka.
In Italia, la serie fu importata dalla Doro TV Merchandising e trasmessa inizialmente su Italia 1 dal 30 giugno 2003 per i primi 23 episodi in una versione leggermente censurata; in seguito fu riproposta su Italia Teen Television dal 1º dicembre 2003 dove vennero mandate in onda anche le successive inedite, questa volta in una versione con il video integrale. Il doppiaggio italiano è stato curato dalla Merak Film di Milano sotto la direzione di Guido Rutta. L'adattamento dei dialoghi dell'edizione italiana sono stati effettuati da: Achille Brambilla, Antonella Marcora, Chiara Serafin, Elisabetta Cesone, Sergio Romanò e Manuela Scaglione.
Nell'edizione italiana, per la trasmissione su Italia 1 è stata usata la sigla Una miss scacciafantasmi (musica di Giorgio Vanni e Max Longhi, testo di Alessandra Valeri Manera, cantata da Cristina D'Avena), mentre per le repliche e gli inediti su Italia Teen Television sono state ripristinate le sigle giapponesi.

### Film
Nel 1994 fu proiettato nei cinema giapponesi un film d'animazione intitolato Ghost Sweeper Mikami - La resurrezione di Nosferatu. Quest'ultimo è uscito anche in Italia nel 1998 direttamente in VHS edito da Dynamic Italia e presenta un cast di doppiatori differenti da quello impiegato nella serie.

### Videogiochi
Il 23 settembre 1993 uscì in Giappone un videogioco d'azione sviluppato da Natsume e pubblicato da Banirex per Super Nintendo intitolato GS Mikami: Joreishi wa Nice Body (ＧＳ（ゴーストスイーパー） 〜除霊師はナイスバディ〜?, GS (Gōsuto Suīpā) Mikami ~Joreishi wa Naisu Badi~). Il titolo permette al giocatore di controllare il personaggio di Reiko Mikami. La sceneggiatura è stata curata da Takashi Shiina mentre la colonna sonora è stata composta da Kinuyo Yamashita e Hiroyuki Iwatsuki.
Un secondo titolo intitolato semplicemente Ghost Sweeper Mikami (GS美神?) è stato sviluppato da AIC Spirits in collaborazione con JTS e pubblicato da Banpresto per PC Engine il 29 luglio 1994. Questa volta si tratta di un gioco d'avventura basato sulla sfida mediante l'utilizzo di carte. Come per il precedente caso, anche questo capitolo è inedito al di fuori della madre patria.

## Accoglienza
Nel 1993 Mikami - Agenzia acchiappafantasmi vinse lo Shogakukan Manga Award nella categoria shōnen assieme alla serie Yaiba di Gōshō Aoyama.
Retrospettivamente, la rivista Famitsū ha classificato Reiko Mikami come la quattordicesima eroina più famosa degli anime degli anni '90.